# Sqoon
Sqoon è un videogioco del 1986 pubblicato da Irem per Nintendo Entertainment System.

## Trama
In Sqoon gli alieni provenienti da Nettuno hanno invaso la Terra, sciolto le calotte polari e inondato il pianeta.

## Modalità di gioco
Nel videogioco si controlla un sottomarino attraverso otto scenari, evitando i nemici o colpendoli con missili. Obiettivo del gioco è salvare gli umani dal fondo dell'oceano e riportarli in superficie.